# Deutschsprachige Emigration nach Norwegen 1933–1945
Die deutschsprachige Emigration nach Norwegen 1933–1945 war wegen der Lage Norwegens an der europäischen Peripherie und wegen der verbreiteten „Fremdenskepsis“ im Lande quantitativ von geringer Bedeutung. Norwegen war auch wegen der internationalen Randständigkeit seiner Arbeiterbewegung kein bevorzugtes Exilland für Flüchtlinge aus dem nationalsozialistischen Deutschland. Bekannte Emigranten im norwegischen Exil waren Willy Brandt und Wilhelm Reich.
Zur Gesamtzahl deutschsprachiger Flüchtlinge gibt es keine offiziellen Angaben, Lorenz schätzt sie unter Einbeziehung von Transitemigranten und Illegalen auf maximal 2.000, wobei sich zum Zeitpunkt des deutschen Überfalls auf Norwegen am 9. April 1940 etwa 1.000 im Lande befanden.

## Bevorzugung von politisch Organisierten
Flüchtlinge jüdischen Glaubens wurden von der norwegischen Administration zumeist als Wirtschaftsflüchtlinge und nicht als politisch Verfolgte betrachtet, ihre Einreise wurde äußerst zurückhaltend gewährt. Die Furcht vor der „Judeninvasion“ und „ethnischer Disharmonie“ verstärkte sich nach den Novemberpogromen 1938 in Deutschland und der daraufhin wachsenden Zahl Asylsuchender. Dennoch konnte die Nansenhilfe nach dem Einmarsch deutscher Truppen in die Tschechoslowakei im März 1939 bei der norwegischen Regierung Einreisegenehmigungen für 200 Erwachsene und 60 Kinder erwirken.
Politisch organisierte Flüchtlinge hatten dagegen, trotz mancher Schikanen der Fremdenpolizei, in Norwegen relativ gute Wirkungsmöglichkeiten für antifaschistische Aktivitäten. Nach dem 9. April 1940, Beginn der deutschen Besatzung Norwegens, flohen die meisten politisch Organisierten nach Schweden, während die jüdischen Emigranten mehrheitlich in Norwegen blieben. Etwa die Hälfte von ihnen wurde im Zusammenhang der „Judenaktion“ der deutschen Besatzungsmacht verhaftet und deportiert.